# L'Estany de Nules
L'Estany és un Paratge Natural Municipal del municipi de Nules (Plana Baixa, País Valencià) declarat per Acord de la Generalitat Valenciana el 3 de desembre de 2004.
L'estany de Nules és una llacuneta litoral formada per la surgència abundant d'aigua subterrània a la marjal, a la qual també van arribar aportacions d'escorrentia superficial en altres temps. Aquest enclavament és un testimoni històric que ha sobreviscut a les transformacions agrícoles i a la urbanització de la costa.
El paratge natural se situa al final del conjunt marjalenc de Nules, un dels més ben conservats en tot el conjunt palustre litoral que prové del rosari de marjals que s'estenien al llarg de la costa dels Tarongers. Aquesta marjal forma part del Catàleg de zones humides del País Valencià des de l'any 2002 i està inclosa en la Proposta de llocs d'interès comunitari (LIC) de la xarxa Natura 2000.

## Fauna i vegetació
L'estany de Nules constitueix un refugi excepcional per a les aus; és un important lloc de migracions a l'hivern, i on les aus es poden alimentar, descansar o fins i tot niar. Aquesta llacuna artificialitzada té una estreta franja de vegetació palustre on troben recer fotges, polles d'aigua, cabussets i altres anàtids que conviuen amb exemplars d'oques, introduïts per fomentar l'atracció a l'avifauna silvestre aquàtica del lloc.

## Presència humana
Aquesta zona humida és una excel·lent zona d'esbarjo tradicional amb gran aprofitament per part de la població del municipi, i es troba condicionada per a l'ús i el gaudi públic.